# Vicente Guerrero (Tlaxcala)
Villa Vicente Guerrero is een stadje in de Mexicaanse deelstaat Tlaxcala. Vicente Guerrero heeft 55.760 inwoners (census 2005) en is de hoofdplaats van de gemeente San Pablo del Monte.
Vicente Guerrero maakt deel uit van het stedelijk gebied Puebla-Tlaxcala, en is de grootste plaats van Tlaxcala. De plaats is genoemd naar de onafhankelijkheidsstrijder Vicente Guerrero.